# 이은지 (1992년)
이은지(1992년 1월 9일 ~ )은 대한민국의 아나운서이다.

## 학력
- 경희대학교 식품영양학과 학사

## 경력
- 2016년 TJB대전방송 아나운서

## 과거 진행 프로그램
- TJB 생방송 투데이 MC
- TJB 파워FM 좋은날 좋은아침
- 펫트라슈 MC
- 화첩기행 내레이션